# Epacris muelleri

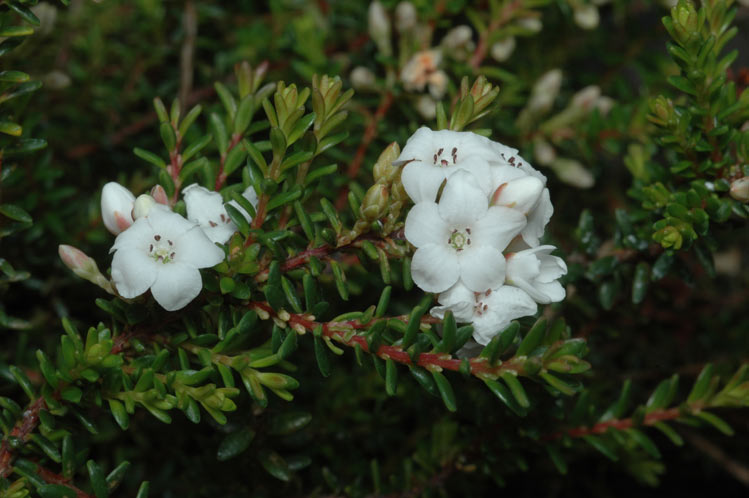
Epacris muelleri flowering.

Epacris muelleri är en ljungväxtart som beskrevs av Sonder. Epacris muelleri ingår i släktet Epacris och familjen ljungväxter. Inga underarter finns listade i Catalogue of Life.